# Håkan Svensson
Alf Tommy Håkan Svensson (Halmstad, 20 gennaio 1970) è un ex calciatore svedese, di ruolo portiere.
Con 808 minuti senza subire gol tra il 1999 e il 2000, detiene il record di imbattibilità del campionato di Allsvenskan.

## Biografia
È il padre di Rasmus Wiedesheim-Paul, calciatore professionista di ruolo attaccante.

## Carriera
È cresciuto nel settore giovanile del club dilettantistico del Rydöbruks IF seguendo le orme del padre, il quale era portiere della prima squadra.
All'età di 20 anni, Svensson è entrato a far parte della principale squadra della sua città natale, l'Halmstads BK. Ha debuttato nel campionato di Allsvenskan il 30 luglio 1990, alla decima giornata, in occasione della vittoria casalinga per 3-0 contro l'Örebro. In quel torneo ha giocato le sue prime 8 partite, rimanendo nei restanti match riserva dell'altro portiere Björn Nordberg. L'edizione 1991 ha visto l'Halmstad retrocedere nella seconda serie nazionale. A partire dall'inizio della stagione 1992, Svensson si è affermato stabilmente come portiere titolare, scavalcando nelle gerarchie lo stesso Nordberg, in un'annata conclusa con il ritorno della squadra in Allsvenskan dopo un solo anno di assenza.
Il 25 maggio 1995 ha conquistato insieme alla squadra la Coppa di Svezia, vinta per 3-1 nella finale contro l'AIK. Questo trofeo ha permesso a Svensson e al club di partecipare alla Coppa delle Coppe 1995-1996, competizione in cui la formazione svedese ha sfiorato l'impresa di eliminare il quotato Parma, vincendo per 3-0 all'andata tra le mure amiche per poi crollare per 0-4 al ritorno allo Stadio Tardini.
Nel 1997 è stato tra i protagonisti della conquista del titolo nazionale, il terzo nella storia dell'Halmstad (gli altri due successi erano datati 1976 e 1979). Svensson ha giocato tutte e 26 le partite in calendario.
Tra l'autunno del 1999 e la primavera del 2000, a cavallo dei campionati di questi due anni, Svensson ha stabilito il nuovo record di imbattibilità dell'Allsvenskan, rimanendo per 808 minuti consecutivi senza subire gol. L'Allsvenskan 2000 si è conclusa con l'Halmstad che è tornato a laurearsi campione di Svezia e Svensson che è stato eletto portiere dell'anno.
All'età di 33 anni, dopo tredici stagioni trascorse a difendere la porta dell'Halmstad, Svensson ha lasciato il club al termine del campionato 2002 per accettare l'offerta triennale da parte dell'AIK. La sua permanenza nel club nerogiallo, tuttavia, è durata solo due anni, poiché la squadra è retrocessa in Superettan dopo l'Allsvenskan 2004 e per progettare la risalita la società ha preferito puntare sul ventiquattrenne Daniel Örlund.
Dopo questa parentesi, nel febbraio del 2005 ha firmato un accordo di breve durata con i ciprioti del Paralimni. Nel giugno del 2005, l'Elfsborg ha annunciato di avere ingaggiato Svensson a partire dall'imminente mese di luglio per correre ai ripari dopo l'infortunio occorso a Johan Wiland.
Le ultime tappe della sua carriera protagonista sono state nel 2006, quando si è diviso fra una prima parte di stagione all'Häcken dove è stato riserva di Christoffer Källqvist e una seconda parte di stagione al Malmö FF dove è stato riserva di Jonas Sandqvist.
Ritiratosi, ha rivestito per cinque anni il ruolo di assistente allenatore del tecnico Thomas Askebrand alla guida del Falkenberg, squadra del campionato di Superettan. Nel marzo del 2014 è diventato allenatore dei portieri dell'Halmstads BK, il club con cui ha trascorso gran parte della sua carriera da giocatore. Nel 2017 è stato, per pochi mesi, assistente al Landskrona BoIS nella terza serie nazionale.